# Fenerivia angustielliptica
Fenerivia angustielliptica är en kirimojaväxtart som först beskrevs av George Edward Schatz och Le Thomas, och fick sitt nu gällande namn av Richard M.K. Saunders. Fenerivia angustielliptica ingår i släktet Fenerivia och familjen kirimojaväxter. Inga underarter finns listade i Catalogue of Life.